# Gelbbrauenarassari
Der Gelbbrauenarassari (Aulacorhynchus huallagae) ist eine seltene Vogelart aus der Familie der Tukane. Sie kommt ausschließlich in einem kleinen Gebiet in Peru vor.
Die IUCN stuft den Gelbbrauenarassari als stark gefährdet (endangered) ein. Das Verbreitungsgebiet dieser Art ist sehr klein und in dem Gebiet haben sich Coca-Anbauer niedergelassen, so dass davon auszugehen ist, dass das Areal, das dem Gelbbrauenarassari geeigneten Lebensraum bietet, schrumpft. Der Bestand wird von der IUCN auf 1000 bis maximal 2500 geschlechtsreife Individuen geschätzt.

## Erscheinungsbild
Die Körperlänge adulter Gelbbrauenarassaris beträgt 37 bis 41 Zentimeter. Ausgewachsene Männchen des Gelbbrauenarassaris haben eine Flügellänge zwischen 14,3 und 14,8 Zentimetern. Der Schwanz hat eine Länge von 15,8 bis 16,4 Zentimeter. Die Schnabellänge beträgt zwischen 9,9 und 10,1 Zentimeter. Weibchen haben ein ähnliches Gefieder wie die Männchen, ihre Schnäbel sind mit etwa 8,4 Zentimetern Länge jedoch etwas kürzer als bei den Männchen.
Adulte Gelbbrauenarassaris sind überwiegend grün gefiedert. Die Körperoberseite hat einen bronzefarbenen Schimmer, der besonders auf der Stirn, dem Scheitel, dem Rücken und den Flügeldecken ausgeprägt ist. Der Rücken und die Schwingen sind dagegen bläulich überwaschen. Die Körperoberseite ist etwas blässlich, das Gesicht und die Flanken sind leicht gelblich-grün. Die Region über dem Auge ist gelb, der Rumpf ist rot, über die untere Brusthälfte verläuft ein blaues Band. Die Ohrdecken und der Nacken sind bläulich überwaschen. Der Bauch ist blass grünlich weiß, die Unterschwanzdecken sind goldgelb.
Der Schnabel ist im Verhältnis zur Körpergröße lang, der Unterschnabel ist gerade,  Oberschnabel ist leicht gebogen und hakenförmig auslaufend. Der Schnabel ist überwiegend schwärzlich bis blaugrau. Einige Individuen haben am Schnabelansatz einen vertikalen weißen Streifen, der über Ober- und Unterschnabel verläuft. Der Schnabel hellt zur Spitze leicht auf und geht in ein gelbweiß über. Das Auge ist rot bis dunkelrot oder rotbräunlich. Die Füße und Beine sind hell gelblich-blau bis grau.
Verwechslungsmöglichkeiten bestehen mit dem Laucharassari und dem Grauschnabelarassari. Vom Grauschnabelarassari kann der Gelbbrauenarassari durch seinen gelben Unterschwanzdecken unterschieden werden. Der Laucharassari hat eine überwiegend tiefergelegene Höhenverbreitung als der Gelbbrauenarassari.

## Verbreitungsgebiet, Lebensraum und Lebensweise

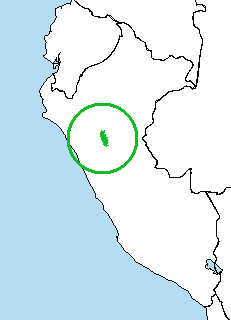
Das Verbreitungsgebiet in Peru

Der Gelbbrauenarassari wurde im Norden Perus bislang nur an zwei, rund 90 Kilometer auseinanderliegenden Stellen beobachtet, nämlich im Río-Abiseo-Nationalpark im Departamento San Martín sowie im Südosten der Region La Libertad. Die bisherigen Fundorte liegen zwischen 2.125 und 2.510 Höhenmetern. Bemühungen, den Gelbbrauenarassari auch an anderen Stellen nachzuweisen, waren bislang vergeblich.
Der Lebensraum des Gelbbrauenarassaris sind Nebelwälder. Sie halten sich hier bevorzugt in den Wipfeln von Bäumen auf, die eine Höhe von sechs bis 15 Meter erreichen. Die dominierende Baumarten stammen aus der Gattung Clusia. Die Region ist außerdem durch einen reichen Epiphyten-Bewuchs sowie dichten Unterwuchs gekennzeichnet. Gelbbrauenarassaris wurden bislang einzeln, in Paaren sowie in kleinen Trupps mit bis zu vier Individuen beobachtet. Die Nahrungsgewohnheiten dieser Art sind kaum untersucht. Bei Magenuntersuchungen von drei Vögeln fand man Früchte sowie etwa vier Millimeter große Samen. Vermutlich zählen aber auch Insekten und kleine Wirbeltiere zum Nahrungsspektrum dieser Art.
Über das Fortpflanzungsverhalten ist bislang nichts bekannt, bei einem Männchen konnte ein Brutfleck nachgewiesen werden. Die Fortpflanzungszeit fällt nach bisherigen Erkenntnissen in den Zeitraum Oktober bis Februar oder März.

## Belege

### Einzelbelege
1. ↑  Factsheet auf BirdLife International
2. ↑   Lantermann, S. 116.
3. ↑   Short et al., S. 338.
4. 1 2  Short et al., S. 339.
5. ↑  Lantermann, S. 117.